# Laureliopsis philippiana
Laureliopsis philippiana är en tvåhjärtbladig växtart som först beskrevs av Gualterio Looser, och fick sitt nu gällande namn av R. Schodde. Laureliopsis philippiana ingår i släktet Laureliopsis och familjen Atherospermataceae. Inga underarter finns listade i Catalogue of Life.